# Phaeocatantops decoratus
Phaeocatantops decoratus är en insektsart som först beskrevs av Gerstaecker 1869.  Phaeocatantops decoratus ingår i släktet Phaeocatantops och familjen gräshoppor.

## Underarter
Arten delas in i följande underarter:
- P. d. decoratus
- P. d. rosaceus
- P. d. rufipes